# Cal Solà (Sant Boi de Lluçanès)
Cal Solà és un monument del municipi de Sant Boi de Lluçanès (Osona) inclòs en l'Inventari del Patrimoni Arquitectònic Català.

## Descripció
Edifici de planta rectangular i teulat a doble vessant amb els murs de pedra irregular i morter amb restes d'arrebossat. Té planta baixa, pis i golfes perfectament diferenciats en l'ordenació de la façana principal. Accés principal amb una porta adovellada de mig punt. La façana presenta dues portes més de forma rectangular a banda i banda i tres finestres rectangulars amb llindes i muntants treballats, al primer pis. A les golfes s'hi obren tres finestres petites amb llindes i muntant de pedra, la central de les quals presenta un matacà.
El finestral central del primer pis té dues columnetes adossades que ressegueixen els muntants i el dentell. El guardapols motllurat és suportat per dues carotes esculpides. Dos figures estilitzades de factura tosca suporten un escut, al centre del dentell, amb l'anagrama de Jesús Home Salvador. Els capitells de les columnetes contenen altres figuracions i motius vegetals.

## Història
Aquesta casa és considerada la més antiga del nucli de Sant Boi, contemporània a les grans masies del terme del Vilar, Viladecans o Vila-rasa.
Cal Solà fou una antiga casa de pagès sí bé la posterior edificació de Sant Boi la inclogué dins el perímetre urbà. Tal com ens ho recorda Pere Noguera, Pere Riera, etc.